# Noble-Contrée
Noble-Contrée est une commune suisse du canton du Valais, située dans le district de Sierre.
Elle est née le 1er janvier 2021 de la fusion des communes de Miège, Venthône et Veyras, acceptée avec près de 90 % de « oui » le 10 juin 2019, et entérinée par le Grand Conseil le 15 novembre 2019.
En 2023, la commune dénombre 4 677 habitants et s'étale sur 6,51 km2.

## Géographie
Le territoire de Noble-Contrée s'étend sur 6,51 km2. Lors du relevé de 2013-2018, les surfaces d'habitations et d'infrastructures représentaient 31,1 % de sa superficie, les surfaces agricoles 43,1 %, les surfaces boisées 24,2 % et les surfaces improductives 1,4 %.
|               | Crans-Montana |           |
| Crans-Montana | Noble-Contrée | Salquenen |
|               | Sierre        |           |

## Toponymie
La formule « Noble Contrée » est attestée pour la première fois en 1776 dans les règlements de la Contrée de Sierre. Son origine est mal connue. Le terme « Contrée » a pour ancienne signification « grande communauté », représentant l'union des habitants de la région afin de gérer les biens communs, comme les forêts et les pâturages. Cette association aurait existé entre 1302 et 1914. Le terme « Noble » n'a pas d'origine claire mais pourrait être une référence au climat de la région, favorable à la production de vins de qualité.

## Démographie

### Évolution de la population
La commune compte 4 677 habitants au 31 décembre 2023 pour une densité de population de 718 hab/km2. Sur la période 2010-2023, sa population a augmenté de 13,6 % (canton : 17,0 % ; Suisse : 9,4 %).  

### Pyramide des âges
En 2023, le taux de personnes de moins de 30 ans s'élève à 31,4 %, similaire à la valeur cantonale (31 %). Le taux de personnes de plus de 60 ans est quant à lui de 28,9 %, alors qu'il est de 27,5 % au niveau cantonal.
La même année, la commune compte 2 317 hommes pour 2 360 femmes, soit un taux de 49,5 % d'hommes, inférieur à celui du canton (49,9 %).
| Hommes | Classe d’âge | Femmes |
| ------ | ------------ | ------ |
| 0,6    | 90 ans ou +  | 0,8    |
| 9,7    | 75 à 89 ans  | 11,5   |
| 16,8   | 60 à 74 ans  | 18,4   |
| 21,1   | 45 à 59 ans  | 21,1   |
| 18,7   | 30 à 44 ans  | 18,7   |
| 17,0   | 15 à 29 ans  | 14,6   |
| 16,2   | - de 14 ans  | 14,9   |

| Hommes | Classe d’âge | Femmes |
| ------ | ------------ | ------ |
| 0,6    | 90 ans ou +  | 1,3    |
| 8,0    | 75 à 89 ans  | 10,1   |
| 17,1   | 60 à 74 ans  | 17,9   |
| 21,0   | 45 à 59 ans  | 20,7   |
| 21,3   | 30 à 44 ans  | 20,1   |
| 17,3   | 15 à 29 ans  | 16,0   |
| 14,7   | - de 14 ans  | 14,0   |